# Province de Rabat
Ne pas confondre avec l'actuelle préfecture de Rabat.
1956–1965
Entités suivantes :
- Province de Kénitra

La province de Rabat est une ancienne subdivision du Maroc.

## Histoire
Créée en 1956 (dahir no 1-56-133 du 13 octobre), elle ne comprenait pas la ville de Rabat, celle-ci constituant la préfecture de Rabat entre 1955 et 1963, puis la préfecture de Rabat-Salé après 1963 (dahir no 1-63-256 du 12 septembre 1963). 
Elle a disparu en 1965, pour laisser place à la province de Kénitra (décret royal no 151-65 du 11 décembre 1965).